# Grenier du prieuré des Bénédictins de Sélestat
Le grenier du prieuré des Bénédictins est un monument historique situé à Sélestat, dans le département français du Bas-Rhin.

## Localisation
Ce bâtiment est situé au 1a Rue Sainte-Foy à Sélestat.

## Historique
L'édifice fait l'objet d'une inscription au titre des monuments historiques depuis 1931.

## Architecture

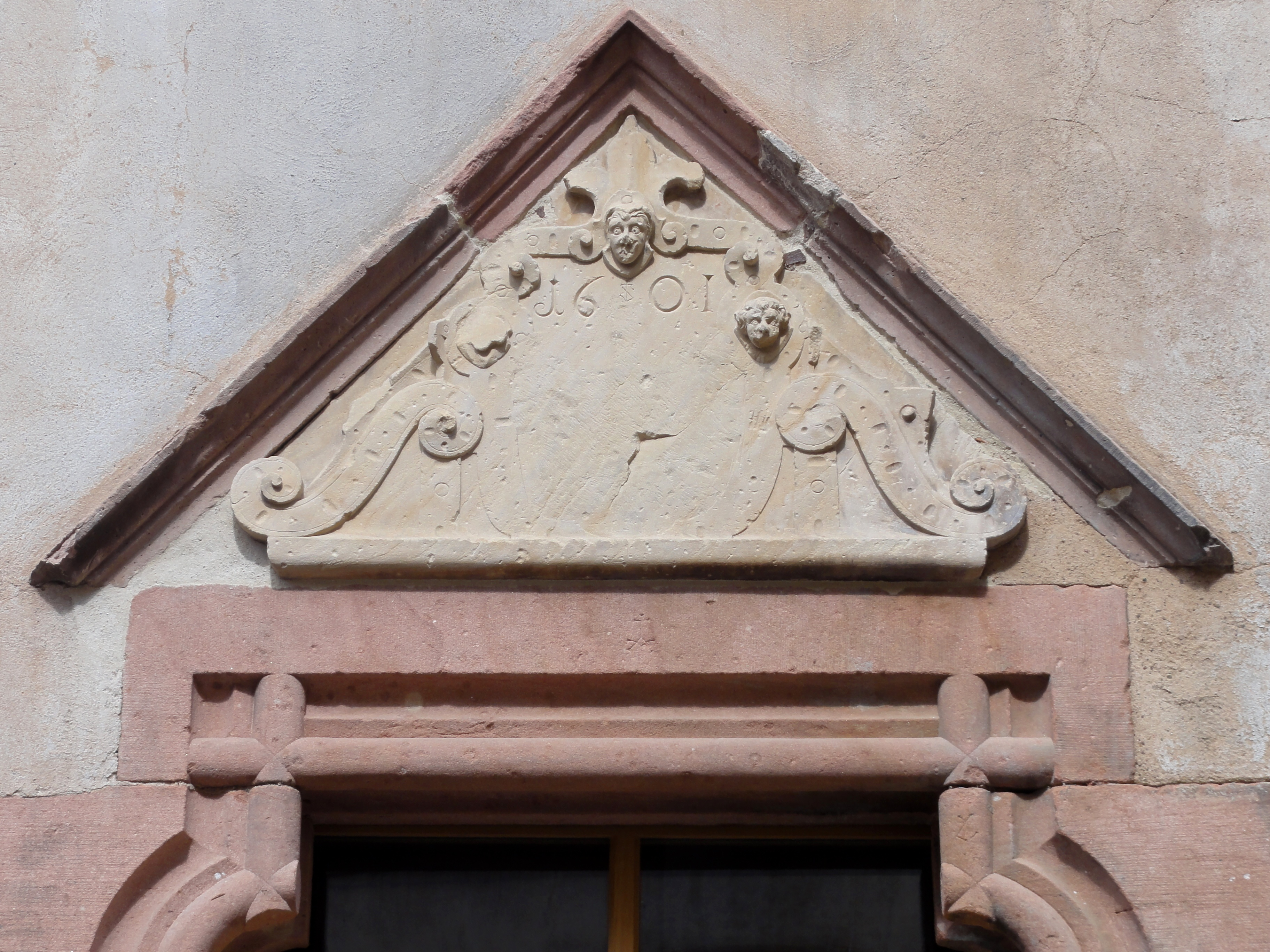